# Les Avanchers-Valmorel
Les Avanchers-Valmorel là một xã thuộc tỉnh Savoie trong vùng Rhône-Alpes ở đông nam nước Pháp.